# フランチェスコ・マンチーニ
フランチェスコ・マンチーニ（Francesco Mancini, 1672年1月16日 ナポリ - 1737年9月22日 ナポリ） はイタリア・ナポリで活躍したナポリ楽派に属するバロック音楽の作曲家、オルガン奏者で、晩年は宮廷楽長でもあった。オペラ、宗教曲を初め各種の作品を残したが、今日では主にリコーダーの作品で知
られる。

## 生涯
マンチーニという著名な一族があり、そのナポリの分家にフランチェスコは1672年に生まれたが、9歳の時に孤児となった。当時ナポリは音楽の中心地の一つであり、3つの音楽院があった。その一つピエタ・デイ・トゥルキーニ音楽院にオルガンの学生として入学を認められ、1688年から6年間オルガン奏者を務めながら、現在ではナポリ楽派の先駆者として知られる重鎮のフランチェスコ・プロヴェンツァーレなどに学んだ。
1694年から1702年まで宮廷礼拝堂のオルガン奏者を務めた。その間1696年に書いた最初のオペラがローマで上演され、1702年にはナポリでも上演されて好評を博した。
1704年宮廷第一オルガニストとなる。1708年オーストリア軍の入場を歓迎する「テ・デウム」を作曲演奏し、ナポリ宮廷楽長に任命されるも、直後にアレッサンドロ・スカルラッティがナポリに戻り副楽長へ降格した（しかしスカルラッティの不在時は、代役を務める重要な役割を果たした）。
1705年にナポリで上演されたオペラ「寛大な恋人」が、「忠実なるイダスペ」の題で1710年にクイーンズ劇場（en, ロンドンのヘイマーケット(en)）の新装こけら落とし公演として初演（初演時に本当のライオンが登場）、ロンドンでは1716年までに46回もロングラン上演された。
1725年、アレッサンドロ・スカルラッティが死去した後、ナポリ宮廷楽長に就任。以後、亡くなるまでこの地位にあった。1720年-1735年サンタ・マリア・ディ・ロレート音楽院の院長を務める。1735年に脳卒中で半身不随になり、作曲中であった最後のオペラはサッロなど他の作曲家が完成し、1735年に上演された。1737年に65歳の生涯を閉じた。

## 作品
29のオペラとソナタ、7つのセレナータ、12のオラトリオそして200以上のもカンタータを残している。このうち、今日ではリコーダーソナタがよく知られている。
- ミサ・セプティマス（Missa Septimus、カレンデ器楽アンサンブルによる録音CDあり、Etcetera)
- リコーダー・ソナタ集（全12曲　No.1 ニ短調、No.2 変ホ長調、No.3 ハ短調、No.4 イ短調、No.5 ニ長調、No.6 変ロ長調、No.7 ハ長調、No.8 ト短調、No.9 ヘ短調、No.10 変ロ短調、No.11 ト短調、No.12 ト長調、アンサンブル・トリプラ・コンコルディアによる全曲録音CDあり、Brilliant classics 94058）、初版が1724年頃にロンドンで出版されている（John Barret and William Smith出版）。
- リコーダー・コンチェルト集（アレッサンドロ・スカルラッティ、ジョヴァンニ・バッティスタ・メーレなど他人の作品と一緒に20曲の曲集が残り、そのうちマンチーニの作曲は12曲。筆写パート譜が残っている。No.1 ハ短調、No.5 ト長調、No.6 ニ短調、No.8 ハ短調、No.10 変ロ長調、No.13 ト短調、No.14 ト短調、No.16 ヘ長調、No.17 イ短調、No.18 ヘ長調、No.19 ホ短調、No.20 ハ短調、カペラ・ティベリナによる全曲録音CDあり、Brilliant classics 94324）
- チェンバロのためのトッカータ　2曲

## 関連人物
- ジョン・フリートウッド - ナポリ駐在英国領事。スカルラッティのパトロンで、マンチーニのオペラのロンドン公演に影響した可能性がある。
- レオポルト (アンハルト＝ケーテン侯) - 1712年にウィーンでマンチーニの「12のカンタータ集」を入手している。
- ロベルト・ヴァレンティーニ - リコーダー作品につながりがある可能性がある。